# Superliga Sérvia
Principal torneio de futebol da Sérvia, a Super Liga Sérvia é organizado pela Associação de Futebol da Sérvia. Devido ao patrocinador, atualmente é nomeada Linglong Tire SuperLiga.
De 1923 até 2002, os clubes do país jogavam o Campeonato Iugoslavo de Futebol e  de 2003 a 2006 o Campeonato Sérvio-Montenegrino. Os clubes kosovares disputam sua própria liga, não reconhecida pela UEFA.

## História
A Primeira Liga Iugoslava começou a ser disputada em 1923 e reunia os melhores clubes da antiga Iugoslávia. Em 1991, clubes da Eslovênia e da Croácia se retiraram e formaram suas próprias ligas. Em 1992 foi a vez dos clubes da Bósnia e Herzegovina e da Macedônia seguirem o exemplo e também deixarem o campeonato. A Primeira Liga Iugoslava foi disputada desde 1992 com clubes da Sérvia e de Montenegro, até 2006, quando Montenegro declarou independência e, posteriormente, formou seu próprio campeonato. Desde 2006, a liga é formada exclusivamente por clubes da Sérvia e foi renomeada para SuperLiga Sérvia.

### Campeonato Sérvio (1914, 1920 a 1922, 1941 a 1944 e 1945–46)
| Clube           | Títulos | Anos vencidos                |
| --------------- | ------- | ---------------------------- |
| BSK             | 5       | 1920, 1921, 1941, 1943, 1944 |
| Jugoslavija     | 3       | 1914, 1922, 1942             |
| Estela Vermelha | 1       | 1946                         |

### Campeonato do Reino da Iugoslávia (1923 a 1940)
| Clube       | Títulos | Anos vencidos                | Vice-campeão |
| ----------- | ------- | ---------------------------- | ------------ |
| BSK         | 5       | 1931, 1933, 1935, 1936, 1939 | 4            |
| Jugoslavija | 2       | 1924, 1925                   | 3            |

### Campeonato Iugoslavo de Futebol (1946 a 1992)
| Clube            | Títulos | Anos vencidos | Vice-campeão | 3º lugar |
| ---------------- | ------- | --- | ------------ | -------- |
| Estrela Vermelha | 19      | 1951, 1952–53, 1955–56, 1956–57, 1958–59, 1959–60, 1963–64, 1967–68, 1968–69, 1969–70, 1972–73, 1976–77, 1979–80, 1980–81, 1983–84, 1987–88, 1989–90, 1990–91, 1991–92 | 9 vezes      | 7 vezes  |
| Partizan         | 11      | 1946–47, 1948–49, 1960–61, 1961–62, 1962–63, 1964–65, 1975–76, 1977–78, 1982–83, 1985–86, 1986–87                                                                      | 9 vezes      | 8 vezes  |
| Vojvodina        | 2       | 1965–66, 1988–89 | 3 vezes      | 2 vezes  |
| BSK              |         | | 2 vezes      | 2 vezes  |
| Radnički Beograd |         | |              | 2 vezes  |
| Radnički Niš     |         | |              | 2 vezes  |

### Primeira Liga da RF da Iugoslávia e da Sérvia e Montenegro (1992 a 2006)
Em 1992, o Campeonato Iugoslavo se tornou a Primeira Liga da Iugoslávia (Prva savezna liga ou Meridian SuperLiga) e foi disputada desde então com os clubes da Sérvia e Montenegro.
O vencedor da liga teve acesso às eliminatórias da Liga dos Campeões da UEFA, e o vice, terceiro colocado e o campeão da Copa da Sérvia e Montenegro disputavam a Copa da UEFA. Os dois últimos colocados eram rebaixados para as duas segundas ligas, dependendo da república em que estavam sediados, a Segunda Liga da Sérvia (Druga savezna liga Srbija) e a Segunda Liga de Montenegro (Druga savezna liga grupa Crna Gora).
Em 2002, a Repúublica Federal da Iugoslávia mudou seu nome para Sérvia e Montenegro e a liga foi batizada de Primeira Liga da Sérvia e Montenegro de 2002 até sua dissolução, em 2006. Em 2006, Sérvia e Montenegro se separaram e formaram suas próprias ligas (SuperLiga sérvia e montenegrina). A Superliga sérvia foi oficialmente declarada a sucessora das Primeiras Ligas da RF da Iugoslávia e da de Sérvia e Montenegro.
Um total de 41 clubes participaram entre 1992 e 2006, sendo 34 da Sérvia, 6 do Montenegro e um da Bósnia e Herzegovina (o Borac Banja Luka estava sediado temporariamente na Sérvia no início de 1990). Um total de 3 clubes foram campeões, todos da Sérvia: Partizan (8 vezes), Estrela Vermelha (5 vezes) e Obilić (uma vez).

#### Campeões da RF da Iugoslávia e de Sérvia e Montenegro
| Temporada | Campeão               | Vice             | 3º lugar        | Artilheiro(s)                                                | Gols |
| --------- | --------------------- | ---------------- | --------------- | ------------------------------------------------------------ | ---- |
| 1992–93   | Partizan (12)         | Estrela Vermelha | Vojvodina       | Anto Drobnjak (Estela Vermelha) Vesko Mihajlović (Vojvodina) | 22   |
| 1993–94   | Partizan (13)         | Estrela Vermelha | Vojvodina       | Savo Milošević (Partizan)                                    | 21   |
| 1994–95   | Estrela Vermelha (21) | Partizan         | Vojvodina       | Savo Milošević (Partizan)                                    | 30   |
| 1995–96   | Partizan (14)         | Estrela Vermelha | Vojvodina       | Vojislav Budimirović (Čukarički)                             | 23   |
| 1996–97   | Partizan (15)         | Estrela Vermelha | Vojvodina       | Zoran Jovičić (Estela Vermelha)                              | 21   |
| 1997–98   | Obilić (1)            | Estrela Vermelha | Partizan        | Saša Marković (Železnik / Estela Vermelha)                   | 27   |
| 1998–99   | Partizan (16)         | Obilić           | Estela Vermelha | Dejan Osmanović (Hajduk Kula)                                | 16   |
| 1999–00   | Estrela Vermelha (22) | Partizan         | Obilić          | Mateja Kežman (Partizan)                                     | 27   |
| 2000–01   | Estrela Vermelha (23) | Partizan         | Obilić          | Petar Divić (OFK Beograd)                                    | 27   |
| 2001–02   | Partizan (17)         | Estrela Vermelha | Sartid          | Zoran Đurašković (Mladost Lučani)                            | 27   |
| 2002–03   | Partizan (18)         | Estrela Vermelha | OFK Belgrade    | Zvonimir Vukić (Partizan)                                    | 22   |
| 2003–04   | Estrela Vermelha (24) | Partizan         | Železnik        | Nikola Žigić (Estela Vermelha)                               | 19   |
| 2004–05   | Partizan (19)         | Estrela Vermelha | Zeta            | Marko Pantelić (Estela Vermelha)                             | 21   |
| 2005–06   | Estrela Vermelha (25) | Partizan         | Voždovac        | Srđan Radonjić (Partizan)                                    | 20   |

#### Ranking da RF da Iugoslávia e Sérvia e Montenegro
| Clube            | Títulos | Anos vencidos                                   | Vice-campeão | Terceiro lugar |
| ---------------- | ------- | ----------------------------------------------- | ------------ | -------------- |
| Partizan         | 8       | 1993, 1994, 1996, 1997, 1999, 2002, 2003 e 2005 | 5 vezes      | 1 vez          |
| Estrela Vermelha | 5       | 1995, 2000, 2001, 2004 e 2006                   | 8 vezes      | 1 vez          |
| Obilić           | 1       | 1998                                            | 1 vez        | 2 vezes        |
| Vojvodina        |         |                                                 |              | 5 vezes        |
| Sartid           |         |                                                 |              | 1 vez          |
| OFK Beograd      |         |                                                 |              | 1 vez          |
| Železnik         |         |                                                 |              | 1 vez          |
| Voždovac         |         |                                                 |              | 1 vez          |

### SuperLiga Sérvia (2006-presente)
Um total de 28 clubes participaram entre 2006 e 2013 na Superliga da Sérvia. Após 8 temporadas, o Partizan foi campeão 7 vezes e o Estrela Vermelha levantou a taça  1 título. Além disso, o Partizan possui o recorde de campeonatos consecutivos, faturando um hexacampeonato entre 2008 e 2013.

#### Campeões da SuperLiga Sérvia
| Temporada | Campeão               | Vice             | 3º lugar        | Artilheiro(s)                                                                           | Gols |
| --------- | --------------------- | ---------------- | --------------- | --------------------------------------------------------------------------------------- | ---- |
| 2006–07   | Estrela Vermelha (26) | Partizan         | Vojvodina       | Srđan Baljak (Banat)                                                                    | 18   |
| 2007–08   | Partizan (20)         | Estrela Vermelha | Vojvodina       | Nenad Jestrović (Estela Vermelha)                                                       | 13   |
| 2008–09   | Partizan (21)         | Vojvodina        | Estela Vermelha | Lamine Diarra (Partizan)                                                                | 19   |
| 2009–10   | Partizan (22)         | Estrela Vermelha | OFK             | Dragan Mrđa (Vojvodina)                                                                 | 22   |
| 2010–11   | Partizan (23)         | Estrela Vermelha | Vojvodina       | Ivica Iliev (Partizan) Andrija Kaluđerović (Estela Vermelha)                            | 13   |
| 2011–12   | Partizan (24)         | Estrela Vermelha | Vojvodina       | Darko Spalević (Radnički Kragujevac)                                                    | 19   |
| 2012–13   | Partizan (25)         | Estrela Vermelha | Vojvodina       | Miloš Stojanović (Jagodina)                                                             | 19   |
| 2013–14   | Estrela Vermelha (27) | Partizan         | Jagodina        | Dragan Mrđa (2) (Estela Vermelha)                                                       | 19   |
| 2014–15   | Partizan (26)         | Estrela Vermelha | Čukarički       | Patrick Friday Eze (Mladost Lučani)                                                     | 15   |
| 2015–16   | Estrela Vermelha (28) | Partizan         | Čukarički       | Aleksandar Katai (Red Star)                                                             | 21   |
| 2016–17   | Partizan (27)         | Estrela Vermelha | Vojvodina       | Uroš Đurđević (Partizan) Leonardo (Partizan)                                            | 24   |
| 2017–18   | Estrela Vermelha (29) | Partizan         | Radnički Niš    | Aleksandar Pešić (Estela Vermelha)                                                      | 25   |
| 2018–19   | Estrela Vermelha (30) | Radnički Niš     | Partizan        | Nermin Haskić (Radnički Niš)                                                            | 24   |
| 2019–20   | Estrela Vermelha (31) | Partizan         | Bačka Topola    | Vladimir Silađi (Bačka Topola) Nenad Lukić (Bačka Topola) Nikola Petković (Javor-Matis) | 16   |
| 2020–21   | Estrela Vermelha (32) | Partizan         | Čukarički       | Milan Makarić (Radnik)                                                                  | 25   |
| 2021–22   | Estrela Vermelha (33) | Partizan         | Čukarički       | Ricardo Gomes (Partizan)                                                                | 29   |
| 2022–23   | Estrela Vermelha (34) | TSC              | Čukarički       | Ricardo Gomes (2) (Partizan)                                                            | 19   |
| 2023–24   | Estrela Vermelha (35) | Partizan         | TSC             | Miloš Luković (FK IMT)                                                                  | 17   |

#### Ranking da SuperLiga Sérvia
| Clube            | Títulos | Anos vencidos                                                    | Vice-campeão | Terceiro lugar |
| ---------------- | ------- | ---------------------------------------------------------------- | ------------ | -------------- |
| Estrela Vermelha | 11      | 2007, 2014, 2016, 2018, 2019, 2020, 2021, 2022, 2023, 2024, 2025 | 7 vezes      | 1 vez          |
| Partizan         | 8       | 2008, 2009, 2010, 2011, 2012, 2013, 2015, 2017                   | 6 vezes      | 1 vez          |
| Vojvodina        |         |                                                                  | 1 vez        | 6 vezes        |
| Radnički Niš     |         |                                                                  | 1 vez        | 1 vez          |
| TSC              |         |                                                                  | 1 vez        |                |
| Čukarički        |         |                                                                  |              | 5 vezes        |
| Jagodina         |         |                                                                  |              | 1 vez          |
| OFK Beograd      |         |                                                                  |              | 1 vez          |
| Bačka Topola     |         |                                                                  |              | 1 vez          |

### Ranking histórico
| Equipe              | Campeão Nacional | Vice-campeão nacional | Copa Nacional | Copa Mitropa | Liga dos Campeões da UEFA (campeão) | Liga dos Campeões da UEFA (vice) | Copa da UEFA (Campeão) | Copa da UEFA (vice) | Copa Intercontinental |
| ------------------- | ---------------- | --------------------- | ------------- | ------------ | ----------------------------------- | -------------------------------- | ---------------------- | ------------------- | --------------------- |
| Estrela Vermelha    | 37               | 18                    | 27            | 2            | 1                                   | 0                                | 0                      | 1                   | 1                     |
| Partizan            | 30               | 18                    | 24            | 1            | 0                                   | 1                                | 0                      | 0                   | 0                     |
| OFK Belgrado        | 5                | 6                     | 4             | 0            | 0                                   | 0                                | 0                      | 0                   | 0                     |
| Voivodina Novi Sad  | 2                | 3                     | 1             | 1            | 0                                   | 0                                | 0                      | 0                   | 0                     |
| Iugoslávia Belgrado | 2                | 3                     | 0             | 0            | 0                                   | 0                                | 0                      | 0                   | 0                     |
| Obilic              | 1                | 1                     | 0             | 0            | 0                                   | 0                                | 0                      | 0                   | 0                     |
| Voždovac Belgrado   | 0                | 0                     | 1             | 0            | 0                                   | 0                                | 0                      | 0                   | 0                     |
| Smederevo           | 0                | 0                     | 1             | 0            | 0                                   | 0                                | 0                      | 0                   | 0                     |

## Participantes da temporada 2019/2020
Estas são as 16 equipes que disputam a SuperLiga sérvia na temporada 2019–20
| Clube            | Cidade       | Estádio                     | Capacidade |
| ---------------- | ------------ | --------------------------- | ---------- |
| Bačka Topola     | Bačka Topola | Estádio da Cidade           | 5.000      |
| Čukarički        | Belgrado     | Estádio Čukarički           | 4.070      |
| Estrela Vermelha | Belgrado     | Estádio Rajko Mitić         | 55.538     |
| Inđija           | Inđija       | Estádio Inđija              | 4.500      |
| Javor-Matis      | Ivanjica     | Estádio Cidade de Ivanjica  | 4.000      |
| Mačva            | Šabac        | Estádio Mačva               | 5.494      |
| Mladost          | Lučani       | Estádio Mladost             | 5.944      |
| Napredak         | Kruševac     | Estádio Mladost             | 10.331     |
| Partizan         | Belgrado     | Estádio Partizan            | 32.710     |
| Proleter         | Novi Sad     | Estádio Karađorđe           | 14.458     |
| Rad              | Belgrado     | Estádio Rei Pedro I         | 3.919      |
| Radnički         | Niš          | Estádio Čair                | 18.151     |
| Radnik           | Surdulica    | Estádio Cidade de Surdulica | 3.312      |
| Spartak          | Subotica     | Estádio da Cidade           | 13.000     |
| Vojvodina        | Novi Sad     | Estádio Karađorđe           | 14.458     |
| Voždovac         | Belgrado     | Estádio Shopping Center     | 5.175      |